# Graptoppia foveolata
Graptoppia foveolata är en kvalsterart som först beskrevs av Paoli 1908.  Graptoppia foveolata ingår i släktet Graptoppia och familjen Oppiidae. Inga underarter finns listade i Catalogue of Life.